# 12435 Sudachi
12435 Sudachi eller 1996 BX är en asteroid i huvudbältet som upptäcktes den 17 januari 1996 av de båda japanska astronomerna Kazuro Watanabe och Kin Endate vid Kitami-observatoriet. Den är uppkallad efter frukten Sudachi.
Asteroiden har en diameter på ungefär 6 kilometer den tillhör asteroidgruppen Koronis.